# Гейзлі Кроуфорд Стедіум
«Гейзлі Кроуфорд Стедіум» (англ. Hasely Crawford Stadium) — багатофункціональний стадіон у місті Порт-оф-Спейн, Тринідад і Тобаго, домашня арена збірної Тринідаду і Тобаго з футболу. 
Стадіон побудований та відкритий 1982 року як «Національний стадіон». У 1996 році арені присвоєно ім'я видатного спортсмена Гейзлі Кроуфорда. У 2005 році стадіон приймав фінал Чемпіонату світу з футболу серед 17-річних.